# Godło Tatarstanu

Godło Tatarstanu

Godło Tatarstanu (zwany przez Tatarów Ак Барс – Aq Bars) – wyobraża uskrzydloną białą panterę z okrągłą tarczą u boku, podnoszącą prawą przednią łapę. Wizerunek ten znajduje się na tle okrągłej, czerwonej tarczy słońca. Otoczony jest on przez typowy wzór z ludowego ornamentu tatarskiego, u dołu którego wkomponowany jest napis z nazwą państwa. Tło wzoru jest zielone, zaś napis i ornament – złote. Białe skrzydła pantery mają po 7 piór, zaś rozeta umieszczona na tarczy – 8 płatków.

## Charakterystyka
Godło kolorystycznie nawiązuje do flagi Tatarstanu; ma ono okrągłą formę.
Przedstawiona w godle pantera w przeszłości, u ludów tureckich była bóstwem płodności oraz opiekunem dzieci. Umieszczenie w herbie ma symbolizować jego ochronę nad „dziećmi” Tatarstanu – jego mieszkańcami. Pantera przedstawiona jest na tle czerwonej tarczy słońca, będącego w przeszłości naczelnym bóstwem wielu ludów, także i dzisiaj wiązanego z pozytywnymi konotacjami przez wiele ludów Syberii. Słońce to w godle Tatarstanu ma oznaczać szczęście, sukces, życie. Znajdująca się na lewym boku zwierzęcia tarcza – ochronę obywateli pod względem prawnym, ekonomicznym i siłowym.
Rozeta w kształcie kwiatu astru, umieszczona na tarczy na boku pantery symbolizować ma wieczne źródło życia, życzenie długowieczności i samą długowieczność.
Podniesiona prawa łapa pantery to tradycyjny gest heraldyczny, podkreślający znaczenie władzy zwierzchniej. Może to też symbolizować rozpoczęcie czegoś „krokiem prawej nogi” – dobry początek Tatarstanu na drodze odrodzenia. Ostre zęby i pazury pantery oznaczają gotowość do wystąpienia w obronie tych, kim się opiekuje, kogo chroni. Siedem piór w skrzydle pantery symbolizuje szerokość działania ochronnej siły pantery, działającej i na ziemi, i na niebie. Położenie ogona oznacza dobry nastrój, przyjazne zamiary, przyjazność.
Popularny tatarski ornament z kwiatem tulipana (u góry) uosabia przebudzenie wiosennej przyrody i symbolizuje odrodzenie Tatarstanu.
Trzy złote kręgi, z których jeden otacza tarczę słońca, a dwa - ornament (z obu stron), wyrażają jedność, nieskończoność i doskonałość.
Symboliczne znaczenie barw zawartych w godle:
- kolor złoty – wdzięk, piękno i bogactwo ziemi Tatarstanu,
- kolor zielony – zieleń wiosny, odrodzenie Tatarstanu
- kolor biały – czystość myśli mieszkańców
- kolor czerwony – dojrzałość, energię, siłę, życie, witalność Tatarstanu

Autorem godła jest tatarski artysta, członek Związku Artystów Tatarstanu – Rif Zagriejewicza.
Godło zostało zatwierdzone przez Radę Najwyższą Republiki Tatarstanu 7 lutego 1992 r. Zasady wykorzystania godła reguluje ustawa „O państwowych symbolach Republiki Tatarstan”. 

## Sport

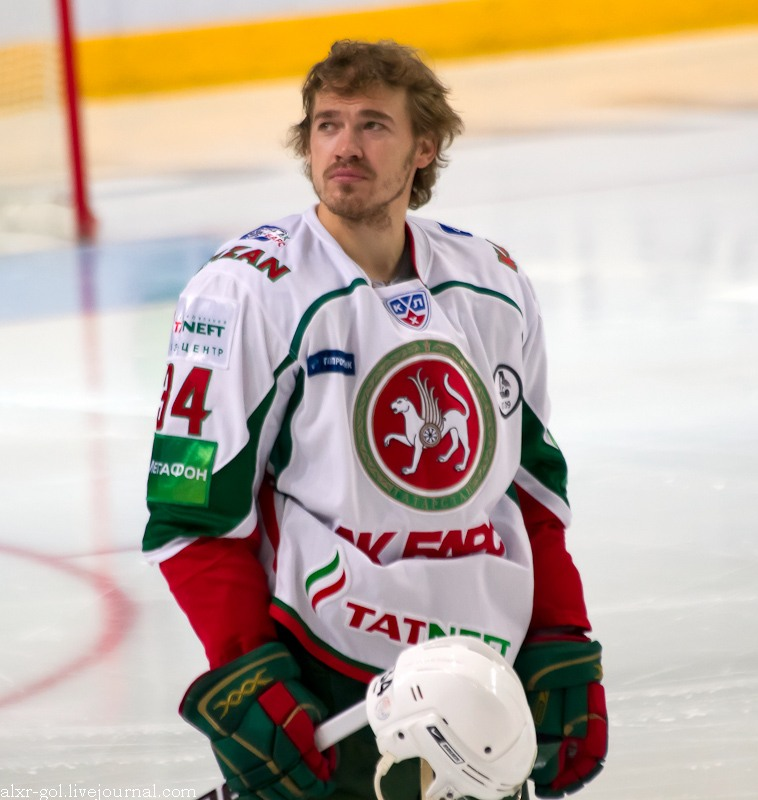
Dmitrij Obuchow w barwach Ak Barsa Kazań z godłem Tatarstanu na koszulce

- Ak Bars Kazań – rosyjski klub hokejowy z Kazania występujący w KHL i aktualny mistrz tych rozgrywek, przyjął swoją nazwę od godła Tatarstanu. Godło widnieje także na koszulkach drużyny.

## Historia

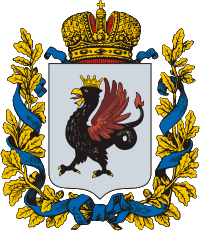
Herb guberni kazańskiej od 1856 roku

### Epoka carów

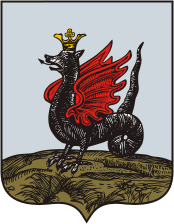
Herb guberni kazańskiej z 1781 roku

Herb Kazania został nadany miastu Kazań przez carycę Katarzynę II w 1781 roku. Jednak symbol Zilanta był kojarzony z Kazaniem dużo wcześniej. Zgodnie z obowiązującymi wówczas przepisami herb miasta regionalnego pełnił również rolę herbu regionu, co oznacza że emblemat ten był wykorzystywany zarówno jako herb miasta Kazań, jak i godło guberni Kazania. 
8 grudnia 1856 roku Aleksander II zatwierdził godło prowincji kazańskiej : „W srebrnej tarczy jest czarny smok w koronie, skrzydła i ogon są szkarłatne, dziób i pazury są złote; język jest szkarłatny. Tarcza jest koronowana przez koronę cesarską i otoczona złotymi liśćmi dębu połączonymi niebieską wstążką. ” 

### Godło Tatarstanu w okresie ZSRR

Godło Tatarskiej ASRR

Obowiązujący za czasów Związku Radzieckiego symbol Tatarstanu tj. ówczesnej Tatarskiej ASRR w żaden sposób nie nawiązywał do specyfiki kraju. Był on nieznacznie zmienionym godłem Rosyjskiej FSRR, której część stanowiła Tatarska ASRR. Godło to zawierało typowe elementy godeł republik związkowych ZSRR. W centralnym miejscu umieszczona była czerwona tarcza a na niej – złoty sierp i młot – symbol sojuszu robotniczo chłopskiego oraz najważniejszy element godła Związku Radzieckiego, a pod nimi – wschodzące słońce – mające wyrażać świt, początek nowej ery w życiu kraju. W górnej części tarczy znajdowały się litery PCФCP (skrót od Российская Советская Федеративная Социалистическая Республика – Rosyjska Federacyjna Socjalistyczna Republika Radziecka). Całość otoczona była przez wieniec złożony z 14 kłosów zboża. Umieszczenie symbolu zboża w godle z jednej strony podkreślało znaczenie rolnictwa, a zwłaszcza tych właśnie roślin dla gospodarki kraju oraz symbolizowało dobrobyt, a z drugiej – nawiązywało do graficznego wyglądu godła ZSRR. U góry, u zbiegu obu wieńców umieszczono czerwoną pięcioramienną gwiazdę – oznaczającą zwycięstwo komunizmu w pięciu częściach świata, natomiast u dołu, na czerwonej wstędze znajdowało się wezwanie do jedności proletariatu. Modyfikacja ówczesnego tatarskiego godła w stosunku do symbolu Rosyjskiej FSRR polegała na umieszczeniu na nim napisu w języku tatarskim z częściowo skróconą nazwą tatarskiej autonomii oraz dwujęzycznym (po rosyjsku i tatarsku) wezwaniu do jedności proletariatu – Proletariusze wszystkich krajów, łączcie się! (w godle Rosyjskiej FSRR napis ten był tylko w wersji rosyjskojęzycznej).